# Baldwin Cooke
Baldwin Gardiner "Baldy" Cooke, född 10 mars 1888 i Los Angeles, död 31 december 1953 i Los Angeles, var en amerikansk skådespelare.
Han började sin karriär på scenen. 1915 uppträdde han på vaudeville tillsammans med sin fru och Stan Laurel, och de turnerade som trion The Stan Jefferson Trio. Trion upplöstes 1918 när Stan träffade dansösen Mae Dahlberg som senare blev hans fru.
Han är främst känd som skådespelare för sin medverkan i flera filmer med komikerduon Helan och Halvan och Our Gang. Han fick spela poliser eller servitörer.

## Filmografi (i urval)
- 1928 – Helan och Halvan som bildrullar
- 1929 – Helan och Halvan i sovkupé
- 1929 – En lycklig dag
- 1929 – Sjöcharmörerna
- 1929 – Helan och Halvan på straffarbete
- 1930 – Polisen ordnar allt
- 1930 – Festprissar
- 1930 – Helan och Halvan som gatans trubadurer
- 1931 – Klubbmiddag
- 1931 – Helan och Halvans förflutna
- 1931 – In igen och ut igen!
- 1931 – Helan och Halvan som dörrknackare
- 1931 – Alla tiders hjältar
- 1932 – Två käcka sjömän
- 1932 – Apkonster och kärlek
- 1932 – Vänligt bemötande
- 1932 – På nattkröken
- 1932 – Här vilar inga lessamheter
- 1933 – Helan och Halvan som svågrar
- 1933 – Följ med oss till Honolulu
- 1934 – Vårflugan
- 1934 – Oss tjallare emellan
- 1934 – Hälsokuren
- 1934 – Det var två glada gesäller
- 1934 – Med spöken i lasten
- 1935 – Öga för öga
- 1935 – Kavata kumpaner
- 1936 – Zigenarflickan
- 1936 – Bröder i kvadrat
- 1938 – Glada tyrolare[8][9]